# Лья
Лья (фр. и окс. Lyas) — коммуна во Франции, находится в регионе Рона — Альпы. Департамент коммуны — Ардеш. Входит в состав кантона Прива. Округ коммуны — Прива.
Код INSEE коммуны 07146.

## Население
Население коммуны на 2008 год составляло 568 человек.
| 1962 | 1968 | 1975 | 1982 | 1990 | 1999 | 2008 |
| ---- | ---- | ---- | ---- | ---- | ---- | ---- |
| 367  | 417  | 423  | 491  | 506  | 517  | 568  |

## Экономика
В 2007 году среди 393 человек в трудоспособном возрасте (15-64 лет) 284 были экономически активными, 109 — неактивными (показатель активности — 72,3 %, в 1999 году было 70,4 %). Из 284 активных работали 253 человека (127 мужчин и 126 женщин), безработных было 31 (18 мужчин и 13 женщин). Среди 109 неактивных 32 человека были учениками или студентами, 48 — пенсионерами, 29 были неактивными по другим причинам.

## Достопримечательности
- Замок Ливье, принадлежавший командору Мальтийского ордена